# Скарчели (Месина)
Скарчели је насеље у Италији у округу Месина, региону Сицилија.
Према процени из 2011. у насељу је живело 868 становника. Насеље се налази на надморској висини од 128 м.